# مونکبراروپ
مونکبراروپ (به آلمانی: Munkbrarup) یک شهر در آلمان است که در اشلسویگ-فلنسبورگ واقع شده‌است. مونکبراروپ  ۱٬۰۶۸ نفر جمعیت دارد.